# Kirkjuá
Kirkjuá är en flod som rinner igenom byn Sørvágur på ön Vágar i Färöarna. Flodnamnet Kirkjuá översätts till Kyrkofloden, namnet kommer sig av att den rinner i närheten av kyrkan i Sørvágur.
Kirkjuá rinner ner till dalen Húsadal och vidare ut i havet.